# Banias
Banias (en griego: Πανείας Pāneiás, en árabe: بانياس الحولة, en hebreo: בניאס) es un yacimiento arqueológico de la antigua ciudad de Cesarea de Filipo, ubicado al pie del monte Hermón, al norte de los Altos del Golán. La ciudad estaba situada en la región conocida como "Panion", consagrada al dios griego Pan, de quien recibió su nombre. Herodes Filipo II, hijo de Herodes el Grande, amplió y enriqueció la ciudad, dándole el nombre de Cesarea en honor del césar, a lo que añadió ‘de Filipo’ para distinguirla de Cesarea Marítima, ciudad portuaria sobre el Mediterráneo.

## Descripción

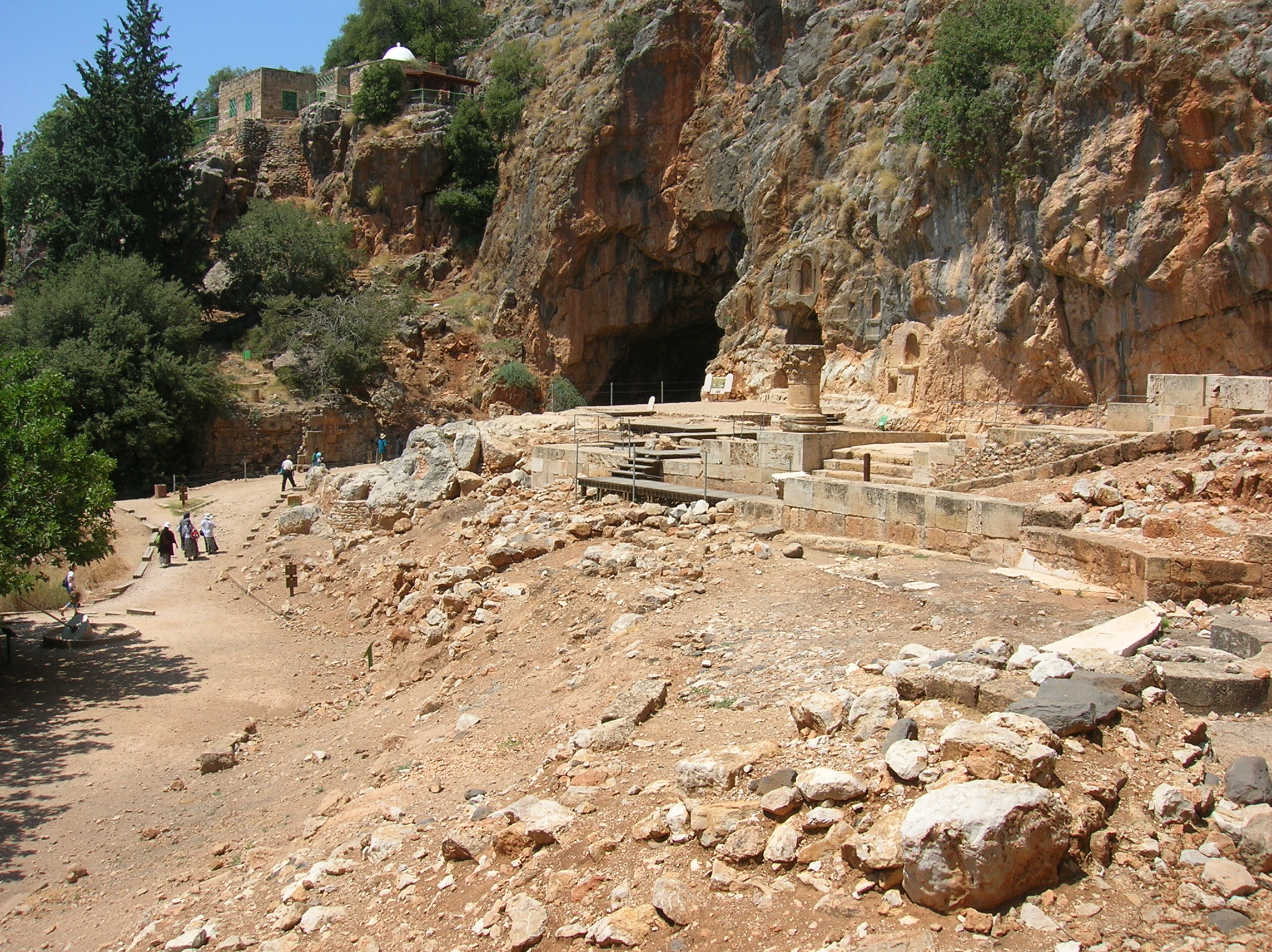
Restos del templo de Pan en Banias. El edificio del fondo, en la ladera del acantilado, es el santuario de Nebi Khader.

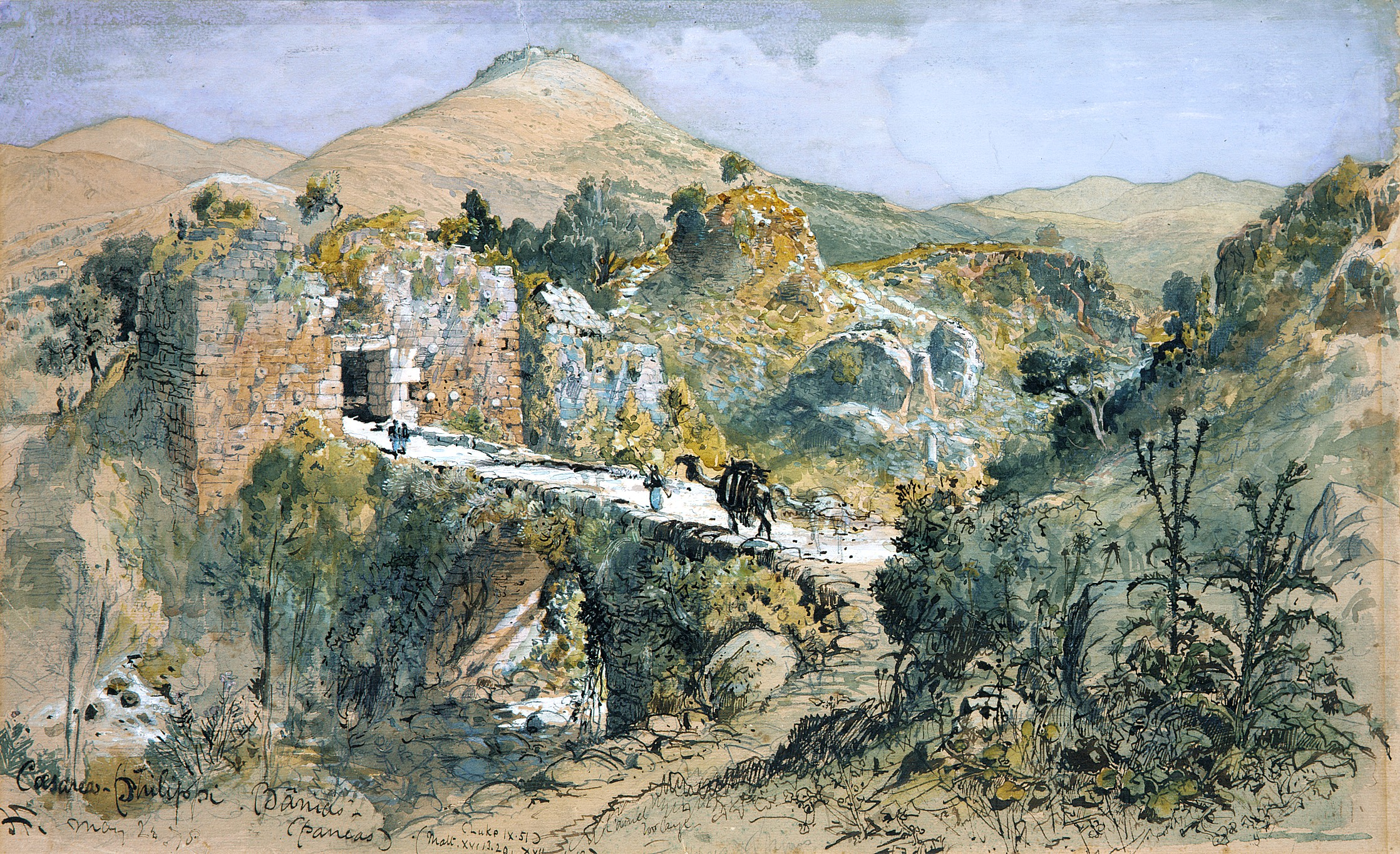
Caesarea Philippi (Banias), por Harry Fenn.

El témenos incluía un templo, patios, una gruta y espacios para los rituales, y se dedicó a Pan, estaba construido sobre una elevación, una terraza natural de 80 m situada a lo largo de los acantilados del norte de la ciudad. Una inscripción de la base de uno de los nichos de la témenos, fechada en el año 87 a. C. se refiere a Pan y a Eco, ninfa de la montaña.
En el pasado un gran torrente primaveral brotaba de una serie de cuevas situadas en la roca, desembocando en el pantano de Hula, pero actualmente el caudal se ha moderado, el agua ya no brota desde la cueva, solo se filtra suavemente.